# ニシュタマリゼーション

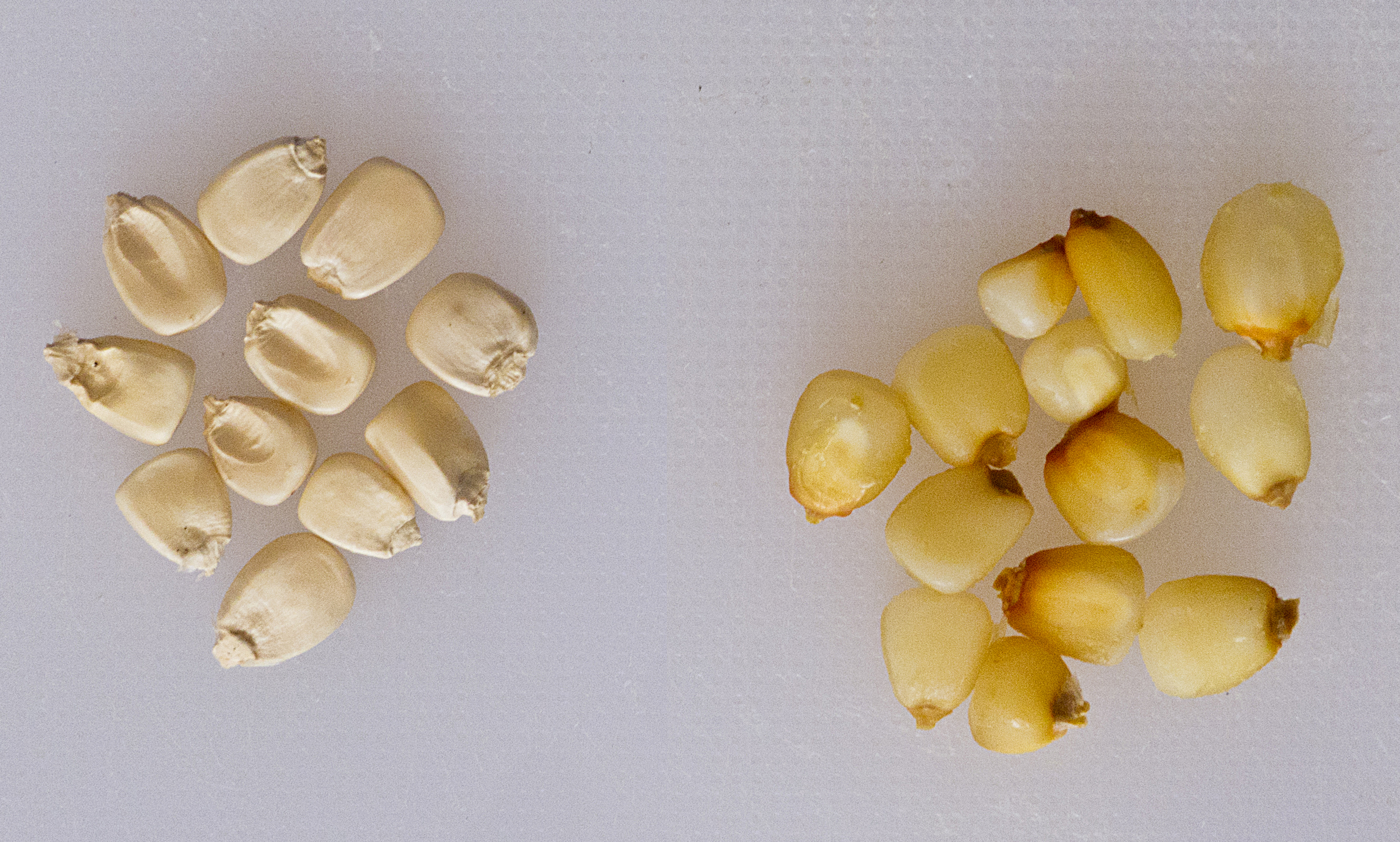
ニシュタマリゼーションの前後でのトウモロコシの変化。左が乾燥させただけのトウモロコシ、右がこれを石灰を加えた水で煮たものである。

ニシュタマリゼーション（英語: nixtamalization）とは、トウモロコシをはじめとする穀物を石灰水もしくは灰汁やかん水などのアルカリ水で処理する方法である。メソアメリカの食文化において重要であり、紀元前2000年のオルメカ文明の時代に始まったとされる。この技術によって、トウモロコシはメソアメリカの人間にとって食物の5分の4を供給する主食になった。現在では、トルティーヤやタマルのための生地（マサ）を作る際に用いられている。
Nixtamalという言葉は、ナワトル語のnextamalli「トウモロコシ生地」の方言形または転訛形に由来し、「（石灰水処理した）トウモロコシの挽き生地」を意味する。この語は、さらに「灰」を意味するnextliと、nextliを蒸した料理であるtamalli（タマル）の合成語と解釈できる。「灰」という語が用いられているのは、「石灰」tenextliがナワトル語で「石の灰」te- + nextliを意味するためである。

## 歴史
トウモロコシは紀元前5000年にはカボチャ、豆、アボカド、トウガラシなど他の作物とともにメソアメリカで栽培されていた。しかし初期の野生種トウモロコシであるテオシンテは1房に5粒から10粒が実るだけであり、長期間をかけて多数の粒をもつトウモロコシへと品種改良されていった。マヤ文明の先古典期前期までのトウモロコシは儀礼用の飲料の材料であり、ニシュタマリゼーションにより主要な食材となった。サン・バルトロ遺跡からはニシュタマリゼーションが行われた最古の考古学的証拠が発見されている。
初期の方法では、トウモロコシを石灰や木灰、カタツムリや焼いた淡水巻貝の殻などと一緒に煮て一晩冷まし、果皮を洗い流していた。この処理法によって、トウモロコシはメソアメリカの食生活を支える主食となった。他方、ニシュタマリゼーションを知らずにトウモロコシを食したヨーロッパ人たちの間では、ペラグラをはじめとする欠乏性疾患が増加した。

## 栄養
トウモロコシをアルカリ水処理することで、ヒトの必須アミノ酸のうち、特にリシンとトリプトファンの吸収が容易になる他、ヒトに必須なビタミンの1種であるナイアシンは体内でトリプトファンから合成されるため、ヒトにとってトウモロコシの栄養価が高まる。カルシウムは20パーセント、リンは15パーセント、鉄分は37パーセント上昇する。また、果皮を取り除くことで、すりつぶして練り物にしやすくなった。

## 伝統的な製法

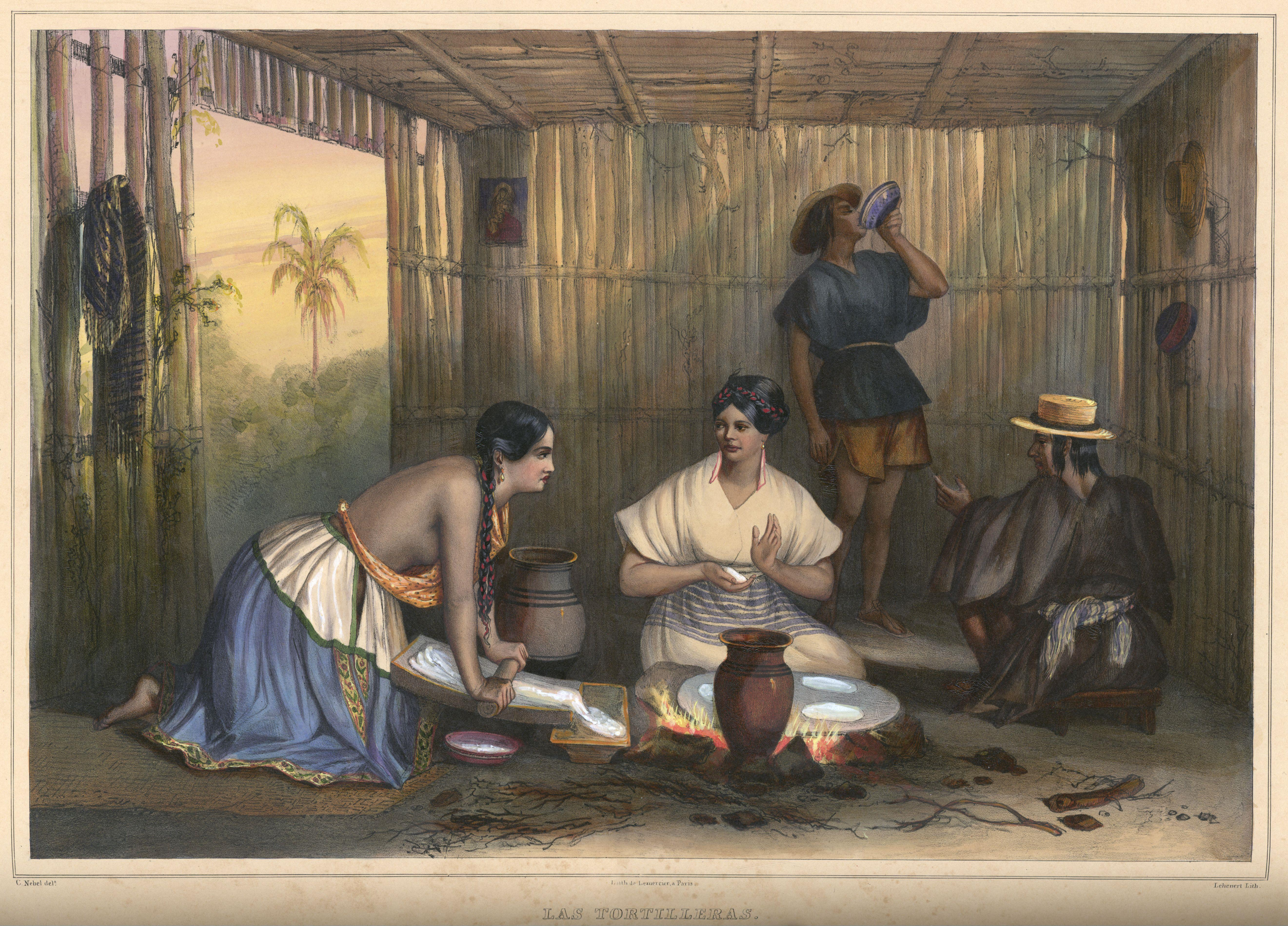
リトグラフに描かれたメキシコのトルティーヤ調理風景。1836年

マサの作り方はトルティーヤ、タマル、ポソレなどで異なる。トルティーヤの場合は、まず水洗いしたトウモロコシを鍋に並べ、水を加える。アルミニウム製の鍋はアルカリに反応するために好ましくない。弱火にかけて石灰水を加えると、トウモロコシはすぐに黄色に変色する。20分ほどしたら火からおろし、ひと晩つけたままにする。翌日水ですすぎ、（伝統的にはメタテで）挽いてマサを作る。 石灰が多すぎると、マサは濃い黄色になり、苦くなる。
タマルは、ニシュタマルのペーストをトウモロコシの葉に包んで蒸し、野菜や肉を中に入れる。地中で蒸し焼きにする方法と、鍋で蒸す方法がある。ニシュタマルのペーストを水に溶かしたスープ状のものはアトルと呼ばれ、トウガラシ、カカオ、蜂蜜などを加えて飲んでいたとされる。

## 問題点
ニシュタマリゼーションは古くから伝わるすぐれた処理方法ではあるが、大量に水を使用する欠点がある。また、水や石灰を生活廃水として捨てることにより環境汚染が発生する。さらに、ニシュタマリゼーションの過程でいくつかの栄養素が捨てられることも問題である。